# Distrikt Lwengo
Lwengo ist ein Distrikt in Zentraluganda. Die Hauptstadt des Distrikts ist Lwengo. 

## Lage
Der Distrikt Lwengo grenzt im Norden an den Distrikt Sembabule, im Nordosten an den Distrikt Bukomansimbi, im Osten an den Distrikt Masaka, im Süden an den Distrikt Rakai und im Westen an den Distrikt Lyantonde.

## Geschichte
Der Distrikt Lwengo entstand 2010 aus Teilen des Distrikts Masaka.

## Demografie
Die Bevölkerungszahl wird für 2020 auf 290.500 geschätzt. Davon lebten im selben Jahr 10,7 Prozent in städtischen Regionen und 89,3 Prozent in ländlichen Regionen.
| Zensusjahr | Einwohnerzahl |
| ---------- | ------------- |
| 1994       | 212.554       |
| 2002       | 242.252       |
| 2014       | 274.953       |